# Chcesz pobyć sam
Chcesz pobyć sam – singel polskiej influencerki Wersow oraz polskiego piosenkarza Oskara Cymsa wydany 30 września 2023 wydaniem własnym za pośrednictwem WM Poland.

## Twórcy
Opracowane na podstawie materiałów źródłowych.
- Wersow – słowa, wokal
- Oskar Cyms – słowa, wokal
- Patryk Kumór – słowa
- Frank Bo – słowa
- Carla Fernandes – słowa, kompozycja
- Marissa – słowa, kompozycja
- Piotr Zborowski – kompozycja, realizacja
- Damian Skoczyk – kompozycja, realizacja
- Dominic Buczkowski-Wojtaszek – kompozycja
- Hotel Torino – produkcja, miks, mastering

## Lista utworów
- Digital download[2]

1. „Chcesz pobyć sam” – 2:18

## Teledysk
Do utworu powstał teledysk, który udostępniono w dniu premiery singla za pośrednictwem serwisu YouTube.

## Notowania

### Pozycje na tygodniowych listach
| Kraj   | Lista                    | Pozycja |
| ------ | ------------------------ | ------- |
| Polska | OLiS – single w streamie | 81      |